# Typosyllis eulitoralis
Typosyllis eulitoralis är en ringmaskart som beskrevs av Hartmann-Schröder 1962. Typosyllis eulitoralis ingår i släktet Typosyllis och familjen Syllidae. Inga underarter finns listade i Catalogue of Life.